# I fiori del male (film)
I fiori del male è un film del 2015 diretto da Claver Salizzato. 
Il titolo si ispira all'omonima famosa raccolta di poesie di Charles Baudelaire.

## Trama
La storia di tre giovani cortigiane realmente esistite rappresenta l'occasione di viaggiare attraverso i secoli, dal cinquecento al novecento, tra i drappi dorati di una Venezia immaginifica.
Veronica Franco, donna colta e di classe, diventa l'amante di Enrico III di Francia, senza mai ricambiare la passione del re. Caduta in disgrazia, viene accusata di stregoneria e solo grazie al suo intuito e al sacrificio riesce ad evitare una morte annunciata.
Margherita, conosciuta storicamente come Marguerite Gautier (La signora delle camelie di Alexandre Dumas), vede sfiorire il suo amore proibito dinnanzi la malattia, senza mai rassegnarsi né al tragico epilogo della sua vita né allo scandalo del suo mestiere.
Mata Hari, la celebre danzatrice e agente segreto olandese, sa far di necessità virtù e grazie alle sue doti di seduttrice riesce a svelare le strategie nemiche, senza riuscire però ad evitare la pena capitale.